# Jbita, Hama
Jbita, Hama (tiếng Ả Rập: جبيتا) là một ngôi làng Syria nằm ở phó huyện Wadi al-Uyun ở huyện Masyaf, Hama. Theo Cục Thống kê Trung ương Syria (CBS), Jbita, Hama có dân số là 687 trong cuộc điều tra dân số năm 2004.